# Watertoren (Almelo Reggestraat)
De watertoren aan de Reggestraat in de Nederlandse stad Almelo is gebouwd in 1926 en heeft een hoogte van 38,10 meter.
De watertoren heeft één waterreservoir van 750 m³.
Anno 2015 is er een ontwerp-bestemmingsplan om van de watertoren een woning te maken.
Almelo
(Oude ·
Spinnerij ·
Sluiskade ·
Reggestraat) ·
Borne ·
Daarle ·
Delden ·
Deventer ·
Enschede
(Hoog & Droog ·
Janninktoren ·
Menkotoren) · 
Goor ·
Hengelo
(Oude ·
Stork, 1902 ·
Stork, 1917) ·
Kuinre ·
De Lichtmis · 
Lutten ·
Nijverdal
(Oude ·
Nieuwe) ·
Oldenzaal ·
Olst ·
Ootmarsum ·
Raalte · 
Sint Jansklooster ·
Steenwijk ·
Steenwijkerwold ·
Vriezenveen · 
Zwolle